# Костимирани бал у Зимском дворцу (1903)
Костимирани бал 1903 (рус. Костюмированный бал 1903 года) био је маскенбал одржан у Зимсоком дворцу, и једна од најраскошнијих свечаности током владавине цара Николаја II Романова. Овај бал, одржан у Санкт Петербургу 11. и 13. фебруара, окупио је племићку елиту, која је била одевена у раскошне костиме „предпетровског доба“ у стилу XVII века. Костими су дизајнирани по нацртима уметника Сергеја Соломка у сарадњи са стручњацима за историју, а многи гости су носили и непроцењиво вредне оригиналне предмете донете посебно из Кремља.
Бал је остао упамћен и по томе што је цела царска породица позирала у костимима; цар Николај као цар Алексеј Михајлович, а царица Александра као Марија Милославска. Фотографија породице, снимљена у позоришту Ермитажа, представља њихов последњи заједнички портрет. Велики кнез Александар Михајлович касније је ову прилику описао као „последњи спектакуларан бал у историји царства“, додајући да је „нова, непријатељска Русија провиривала кроз велике прозоре дворца“. Док су гости играли, радници су штрајковали, а опасни облаци су се надвили над Далеким истоком.
Иако је бал остао упамћен као симбол раскоши и моћи Руског царства, он је био и злокобни наговештај догађаја који ће уследити.

## Хронологија
Идеја за организовање костимираних бала појавила се код царице Александре Фјодоровне пред Нову 1903. годину. Бал је био посвећен 290. годишњици дома Романових и одржан је након Божићног поста, у два дела: 11. (24) фебруара 1903. године, када је приређено Вече, и 13. (26) фебруара, када је одржан сам костимирани бал.
Први део свечаности одржан је 11. фебруара у галерији Романов у оквиру Зимског дворца. Гости су се, у пару, упућивали ка царској породици, изводећи традиционални поздрав познат као „руски поклон”. Потом је у позоришту Ермитаж приређен концерт са извођењем сцена из опере Борис Годунов Модеста Мусоргског у којима су наступали Фјодор Шаљапин и Медеја Фигнер, као и делова из балета Бајадерка Лудвига Минкуса и Лабудово језеро Петра Чајковског, у кореографији Маријуса Петипа, уз учешће Ане Павлове. Након представе, у Павиљонској сали игран је плес Русскаја. Вече је завршено свечаном вечером у Шпанској, Италијанској и Фламанској сали Ермитажа, а потом и плесовима.
Други, главни део бала, одржан је 13. фебруара 1903. године. Сви учесници били су одевени у костиме из епохе цара Алексеја Михајловича. Тако је, цар Николај II носио је костим цара Алексеја Михајловича („свечано одело” кафтан и огртач од златне брокате, царску капу и жезло, који се данас чувају у Оружаној палати), док је царица Александра Фјодоровна била одевена као царица Марија Илинична. Дворске даме биле су у сарафанима и кокошницима, док су кавалери носили костиме стрелаца или соколничара. Међу 390 гостију било је и 65 „играјућих официра” које је одабрала царица, такође одевених у стилу XVII века.
Најспектакуларнија забава у старом московском стилу био је костимирани бал у фебруару 1903. године. Николај га није посматрао као обичан маскенбал, већ као први корак ка обнови обичаја и костима московског двора. Дворјанима је наложено да се на балу појаве у одећи из XVII века. „Врло лепо је изгледала дворана, испуњена древним руским људима— записао је Николај у свом дневнику, 
„Утисак је био бајковит,“ — писао је очевидац догађаја, — „због масе старинских националних костима, богато украшених ретким крзнима, величанственим дијамантима, бисерима и драгим камењем, углавном у старинским оправама. Тог дана су породични драгуљи били изложени у таквом изобиљу које је премашивало сва очекивања.“— очевидац догађаја, 
Игранке су се одржавале у Концертној сали Ермитажа (дворски оркестар је такође био обучен у староруске костиме) и трајале су до један сат после поноћи. Заједнички валцери, кадрили и мазурке почели су након извођења специјално припремљена три плеса: руског, хоровода и плесне игре под руководством главног режисера балетске трупе Аистова и играча Кшесинског. У руском плесу је учествовало 20 парова, а солисткиње су биле велика кнегиња Јелисавета Фјодоровна и кнегиња Зинаида Јусупова. Балу је претходила генерална проба одржана 10. фебруара 1903. године. Вечера је била пропраћена познатим Архангелским хором. Након завршетка, по жељи царице, учесници су били овековечени од стране најбољих фотографа Санкт Петербурга (на фотографијама „Боасон и Еглер“, „Рејсерт и Фличе“, „Левицки и син“, „К. Е. фон Ган и Ко“, Д. Асикритова, А. Јасвојина, Л. Городецког и Е. Мразовске, Д. Здобнова, Ив. Војно-Оранског, Ренца и Ф. Шрадера и других), који су у марту 1903. године израдили појединачне портрете и групне фотографије учесника. Године 1904, по наруџбини Императорског двора, у Експедицији за припрему државних докумената објављен је посебан поклон Албум костимиране игре у Зимском дворцу, који је садржавао 21 хелиогравуру и 174 фототипије. Примерци су се дистрибуирали уз одређену накнаду у хуманитарне сврхе, пре свега међу учесницима бала.
У тим истим костимима, неки гости су се појавили на балу у двору Шереметева, који је одржан 14.  фебруара исте године. Осим тога, сличан бал à la russe одржан је 20 година раније, 25. јануара (6. фебруара) 1883. године у двору Владимира Александровича и Марије Павловне, као и 1894. године у двору Шереметевих.

## Костими
Костими за бал припремани су унапред и углавном према специјалним скицама уметника Сергеја Соломка, уз ангажовање консултаната, и коштали су читаво богатство. Савременици су такође запазили огромну количину драгоцености којима су гости били украшени. Цар Николај II био је обучен у костим цара Алексеја Михајловича са аутентичним царским жезлом.
Скицу костима за цара израдили су директор Императорског Ермитажа Иван Александрович Всеволожски и уметник императорских театара Јевгениј Петрович Пономарјов. Тканине (плиш и златна броката) за Малу царску одећу наручене су од добављача царског двора — браће Сапожникових, док је костим израдио позоришни костимограф императорских театара И. О. Кафи.
Дворски комендант, генерал-мајор свите Владимир Николајевич Војеков, забележио је сећање на бал:
„Утисак је био бајковит — због масе старинских националних костима, богато украшених ретким крзнима, величанственим дијамантима, бисерима и драгим камењем, углавном у старинским оправама. Тог дана породични драгуљи били су изложени у таквом изобиљу које је премашивало сва очекивања.“
Након маскенбала у Санкт Петербургу почео је такозвани „руски бум“, порастао је интерес за националне руске традиције у највишем друштву Русије. На основу костима, 1911. године у немачкој фабрици Дондорф израђене су скице за шпил карата серије Руски стил — са ликовима у костимима учесника бала (осим пиковог краља, који је приказан у одећи цара Ивана IV Грозног). Касније су шпилови карата штампани у Санкт Петербургу на Александровској мануфактури 1913. године поводом прославе тристогодишњице династије Романов.
- Николај II у костиму цара Алексеја Михајловича
- Вел. кн. Андреј Владимирович као соколар
- Вел. кн. Ксенија Александровна, сестра цара
- Вел. кн. Марија Георгијевна
- Бароница Ема Фредерикс
- Генерал Ф. Е. Мејендорф
- Марија Николајевна Војейкова
- Вел. кн. Марија Павловна, војвоткиња од Мекленбург-Шверина
- Константин Александрович Горчаков
- Вел. кн. Сергеј Александрович
- Обер-хофмајстер Георгиј Дмитријевич Шервашидзе
- Грофица Зарнекау, Екатерина Константиновна
- Александар Александрович Бељајев са супругом
- Официр Коњичко-гренадирског пука Борис Андрејевич Виднес
- Принц Сиама (данас Тајланд) Чакрабон

Неколико костима у које су били обучени учесници ових свечаности сачувани су у фондовима Ермитажа. Они су доспели у музеј из различитих извора: из двораца који су припадали члановима царске породице (Зимски и Новомихајловски), као и из вила петербуршког племства (Јусупових, Голицинових, Бобринских).